# Parque involuntario

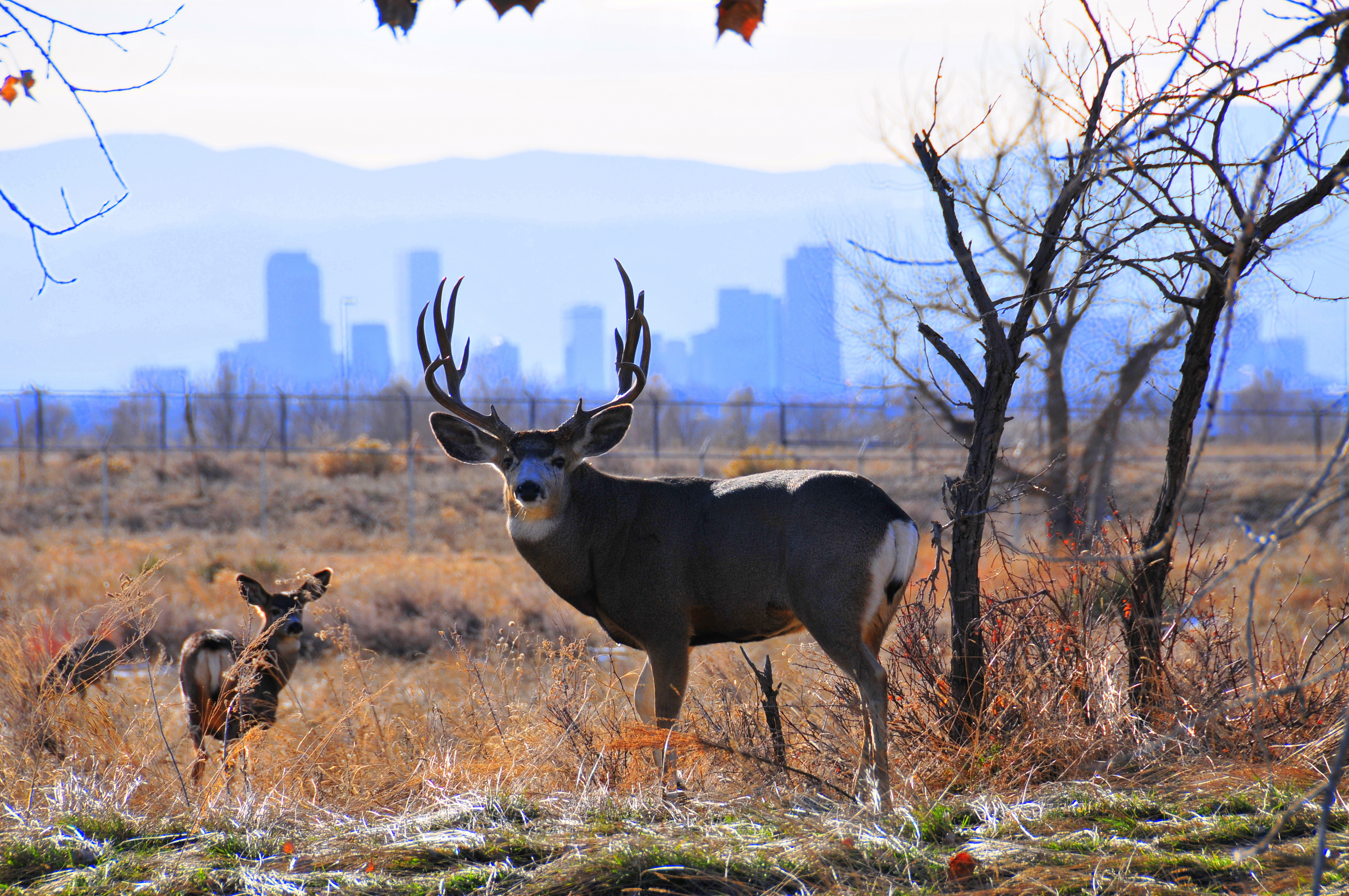
Ciervo, con Denver (EE. UU.) al fondo, en el antiguo arsenal de las Montañas Rocosas. Debido a la contaminación química del lugar, fue abandonado y la vida salvaje regresó convirtiéndose en un refugio biológico.

Parque involuntario es un neologismo acuñado por el escritor de ciencia ficción y ecologista Bruce Sterling para describir las zonas despobladas por razones ambientales, económicas o políticas, que según Sterling «han perdido su valor para ser industrializadas tecnológicamente» y la naturaleza ha ocupado el espacio abandonado.

## Origen del término
Discutiendo sobre los parques involuntarios en el contexto del crecimiento del nivel del mar debido al calentamiento global, Sterling escribió:

Se parecerán a los parques nacionales del siglo XX, esas áreas pertenecientes a los gobiernos que tan nerviosamente preservaron mediante guardas bien adoctrinados en la cultura de preservar el Patrimonio Natural ... Estos serán, muy verdes y probablemente llenos de vida salvaje. Pero la mezcla de especies ya no será natural. Habrá muchas semillas de rápido crecimiento, una mezcla de kudzu y bambú, con quizás algunas especies modificadas genéticamente que puedan vivir en agua salada. Ciudades inundadas que no han podido ser destruidas en siglos desaparecerán bajo la vida salvaje y la naturaleza.

Aunque la visión original de Sterling se basaba en lugares "humanos" como ciudades o industrias abandonados por la catástrofe del ascenso del nivel del mar, en la actualidad el término se ha generalizado para cualquier lugar que fue utilizado por los humanos y que una vez abandonado ha sido ocupado por la vida natural. Entre las causas del abandono pueden incluirse zonas de exclusión militar, antiguas minas, zonas de vertidos contaminantes ... y que han sido consideradas peligrosas por el exceso de contaminación.

## Los parques involuntarios reales
Existen ejemplos donde se ha producido este efecto de "parque involuntario" donde la naturaleza ha vuelto a colonizar y llenar de vida salvaje zonas anteriormente humanizadas, aunque no se haya realizado la visión distópica de Sterling y no hayan aparecido ecologías y formas de vida no naturales. Quizás el mejor conocido sea el de Chernobyl, en cuyo área afectada, donde a pesar de la radioactividad alta ahora habitan jabalíes, lobos, osos y caballos salvajes.

### Ejemplos de parques involuntarios

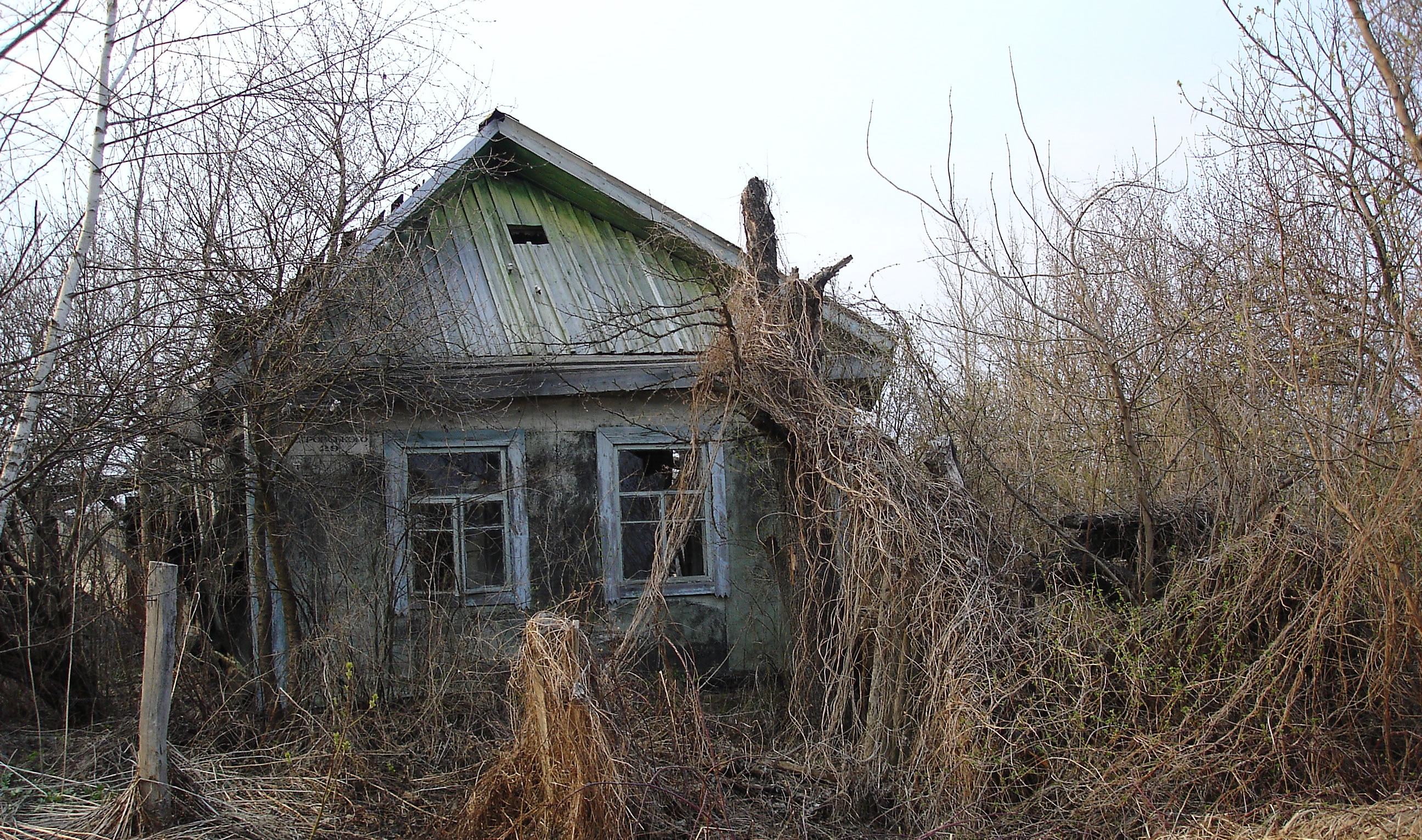
La vegetación se extiende por las ciudades en la zona de alienación de Chernobyl.

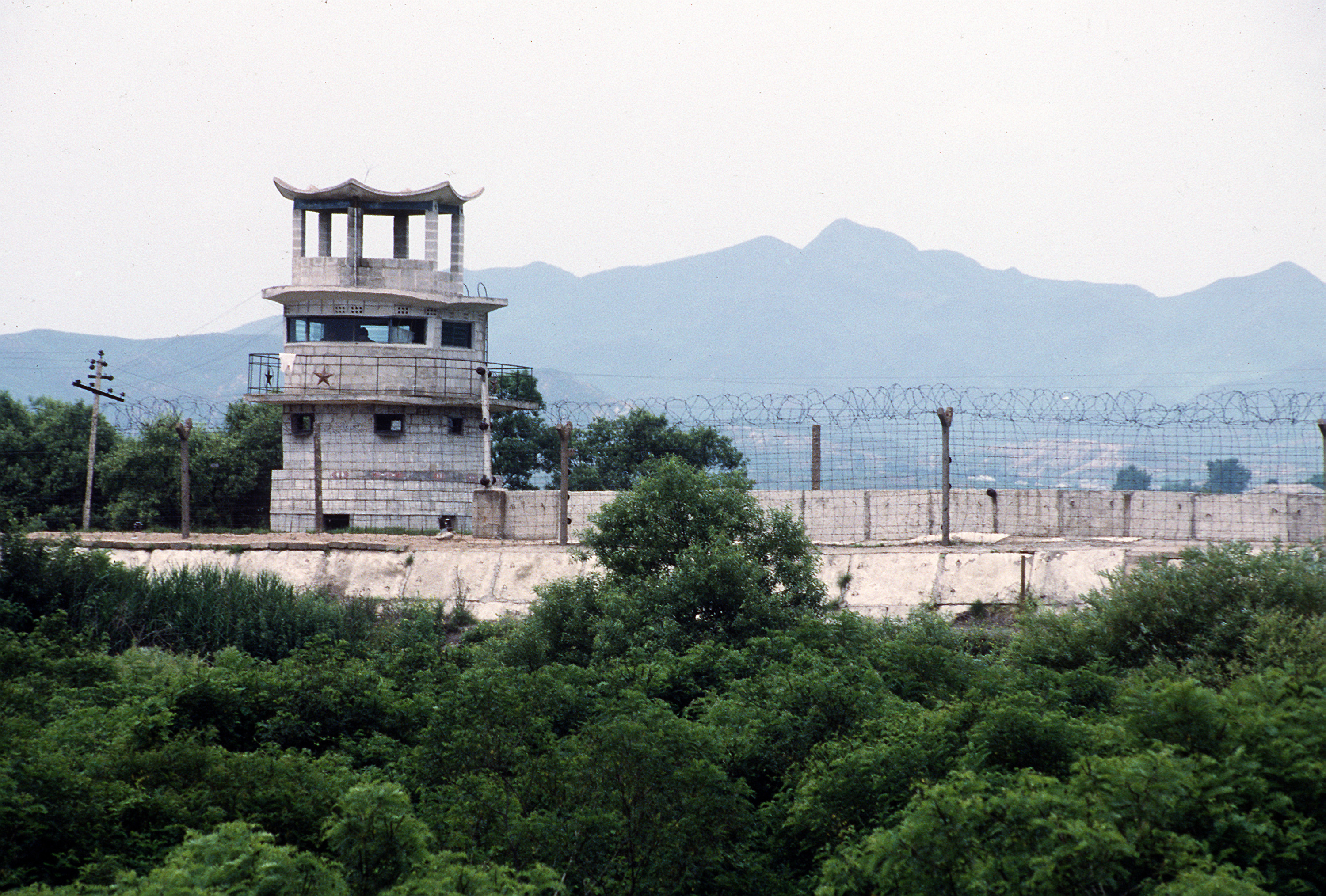
Torre de observación en la zona desmilitarizada de Corea.

- La línea verde que separa el Chipre griego del turco.
- La zona desmilitarizada de Corea
- La zona de alienación debida al accidente de Chernóbil
- Las franjas fronterizas del telón de acero se convirtieron en parques involuntarios durante la guerra fría.
- La zona ribereña de Hilo (Hawái) que fue azotada por un devastador sunami, la franja costera fue abandonada y convertida en parque.
- Los terrenos ocupados por una zona residencial en Anchorage, Alaska que fue destruida por el terremoto de 1964 se convirtieron en un parque llamado parque del terremoto.
- El antiguo arsenal de las Montañas Rocosas y la antigua planta de Rocky Flats cerca de Denver, ambos altamente contaminados se abandonaron y se han convertido en zonas usadas por la fauna salvaje.
- El barrio que rodeaba al Love Canal que también fue abandonado por contaminación.
- La antigua base naval de EE. UU. en la isla de Vieques, Puerto Rico.
- Las islas Montebello, Australia, donde se realizaron pruebas nucleares.
- La reserva ecológica de Buenos Aires se formó ganando terreno a una parte del Río de la Plata rellenándolo con escombros procedentes de la construcción de autopistas en las décadas de los 70 y 80. Con el tiempo fue colonizado por la vegetación originándose ecosistemas propios de la llanura chacopampeana.